# Nobiltà cubana
La nobiltà cubana comprende tutti gli individui e le famiglie riconosciute da Cuba come membri della classe aristocratica, quindi titolari di privilegi ereditari.

## Storia
Nel XIX secolo, l'Impero spagnolo vide gran parte del proprio potere ridimensionato dalle potenze coloniali rivali (soprattutto Gran Bretagna e Francia) e pertanto perse molte delle sue colonie in America venendo influenzata da ideologie repubblicane degli Stati Uniti d'America. Tentando di rafforzare i propri possedimenti, la Corona spagnola decise di garantire titoli nobiliari anche nelle colonie, molto più che in passato. Nell'ottica spagnola, queste concessioni avrebbero rafforzato la classe dirigente locale, assimilata quindi alla nobiltà iberica. Cuba fu tra i domini coloniali che ricevette il maggior numero di onorificenze al punto, si può dire, da sviluppare quasi un proprio sistema nobiliare.
L'aristocrazia cubana da tempo cercava di creare una seconda Madrid nelle città dell'Avana, Matanzas e Santiago de Cuba, costruendovi manieri riccamente decorati, strutture governative, teatri, casinò e palazzi. La Corona spagnola non era però l'unico ente a dispensare titoli nobiliari validi anche a Cuba ma essa era abitata da aristocratici francesi, italiani (tra cui diversi provenienti dal Regno di Napoli e delle Due Sicilie) e tedeschi.
I titoli riservati alla nobiltà cubana seguivano le direttive della nobiltà dell'Europa continentale: duca (duque), marchese (marqués), conte (conde), visconte (vizconde), barone (baròn), nobile (señor). Il titolo di Grande di Spagna era spesso tollerato come associato ad un altro titolo nobiliare ma poteva anche essere concesso a non titolati. I titoli concessi a Cuba spesso riprendevano nomi di località dell'isola (es. marchese di Pinar del Rio, conte di Yumurí), il cognome della famiglia (es. marchese di Azpesteguia, conte di Casa Montalvo) o erano concessi in ricordo di qualche favore reale o evento storico (es. marchese de la Gratitud, marchese de la Real Proclamación).
Dopo la rivoluzione del 1898, molti nobili rimasero sull'isola o si spostarono in altre colonie spagnole come Porto Rico, mentre altri fecero ritorno in Spagna. Anche se la neonata Repubblica di Cuba non concesse titoli nobiliari, decise di non abolire quelli già concessi dal governo regio. Molte famiglie in possesso di titoli, dunque, continuarono ad utilizzarli ed a mantenere la loro posizione sociale. Le cose cambiarono drasticamente quando scoppiò la rivoluzione di Castro che, seguita dal governo comunista, costrinse tutti i nobili cubani a fare ritorno in Spagna o all'esilio negli Stati Uniti. L'ultimo aristocratico a vivere a Cuba fu don Ignacio Ponce de León y Ponce de León, marchese di Aguas Claras e conte di Casa Ponce de León y Maroto che morì all'Avana nel 1973.

## Titoli nobiliari cubani
- Duca di Mola (Grande di Spagna)
- Duca de la Torre (Grande di Spagna)
- Duca de la Union de Cuba (Grande di Spagna)
- Marchese de Aguas Claras
- Marchese de Aguero
- Marchese de Almendares
- Marchese de Alta Gracia
- Marchese de Arcos
- Marchese de Arguelles
- Marchese de Aviles
- Marchese de Azpezteguia
- Marchese de Balboa
- Marchese de Bayamo
- Marchese de Bellamar
- Marchese de Bellavista
- Marchese de Campo Florido
- Marchese de la Candelaria de Yarayabo
- Marchese de Cardenas de Montehermoso
- Marchese de Casa Calvo
- Marchese de Casa Enrile
- Marchese de Casa Montalvo
- Marchese de Casa Nunez de Villavicencio y Jura Real
- Marchese de Casa Penalver
- Marchese de Casa Sandoval
- Marchese de Casa Torres
- Marchese de Casa Vidal
- Marchese de Cienfuegos
- Marchese de las Delicias de Tempu
- Marchese de Diana
- Marchese de Du-Quesne
- Marchese de Esteva de las Delicias
- Marchese de Garcillan
- Marchese de la Gratitud
- Marchese de Guaimaro
- Marchese de Guisa
- Marchese de la Habana (Grande di Spagna)
- Marchese de Justiz de Santa Ana
- Marchese de Marianao
- Marchese de Montsalud
- Marchese del Morro
- Marchese de Pinar del Rio
- Marchese de Placetas
- Marchese de Prado Ameno
- Marchese de O'Gavan
- Marchese de O'Reilly
- Marchese de Real Agrado
- Marchese de la Real Campina
- Marchese de la Real Proclamación
- Marchese del Real Socorro
- Marchese de las Regueras
- Marchese de San Carlos de Pedroso
- Marchese de San Felipe y Santiago de Bejucal
- Marchese de San Miguel de Bejucal
- Marchese de Santa Ana y Santa Maria
- Marchese de Santa Lucia
- Marchese de Santa Olalla
- Marchese de Santa Rosa
- Marchese de Tiedra
- Marchese de Valero de Urria
- Marchese de las Victoria de las Tunas
- Marchese de Villamejor
- Marchese de Villa Siciliana
- Conte de Asalto
- Conte de Bayona
- Conte de Campo Alegre
- Conte de Canimar
- Conte de Casa Barreto
- Conte de Casa Bayona
- Conte de Casa Brunet
- Conte de Casa Lombillo
- Conte de Casa Pedroso y Barro
- Conte de Casa Miró
- Conte de Casa Montalvo
- Conte de Casa More
- Conte de Casa Ponce de Leon y Maroto
- Conte de Casa Romero
- Conte del Castillo de Cuba (Grande di Spagna)
- Conte de Cuba
- Conte de Diana
- Conte de Fernandina de Jagua (Grande di Spagna)
- Conte de Galarza
- Conte de Gibacoa
- Conte de Ibanez
- Conte de Lagunillas
- Conte de Macuriges
- Conte de Mandan
- Conte de la Montera
- Conte de Morales
- Conte de O'Reilly
- Conte de Penalver
- Conte de Pozos Dulces
- Conte del Puente
- Conte de Revilla de Camargo
- Conte de la Reunion de Cuba
- Conte de Sagunto
- Conte de San Fernando de Penalver
- Conte de San Ignacio
- Conte de San Juan de Jaruco
- Conte de San Rafael de Luyano
- Conte de Santa Clara
- Conte de Santa Cruz de Mopox (Grande di Spagna)
- Conte de Santa Inez
- Conte de Santa Maria de Loreto
- Conte de Santovenia
- Conte de Vallellano
- Conte de Venadito
- Conte de Villanueva (Grande di Spagna)
- Conte de Yumurí
- Conte de Zaldivar
- Visconte de la Bahia Honda de la Real Fedelidad
- Visconte de Canet del Mar
- Visconte de Cuba
- Visconte de los Remedios
- Visconte de Santa Clara
- Visconte de Valvanera
- Barone de Maials
- Barone de Palenzuela